# Ескадрені міноносці типу «Куртатоне»
Ескадрені міноносці типу «Куртатоне» (італ. Classe Curtatone) — серія ескадрених міноносців ВМС Італії 1920-х років.

## Історія створення
У 1915 році на корабельні «Орладно» були розроблені ескадрені міноносці типу «Палестро».
Спочатку було заплановано побудувати 8 кораблів, але через викликані війною нестачу сталі та інших матеріалів заклали лише 4 кораблі. 
Після закінчення війни, у 1920 році було закладено решту 4 кораблі за дещо зміненим варіантом, який отримав назву «Куртатоне».
У 1938 році кораблі були перекласифіковані на міноносці. 

## Представники
| Корабель                         | Виготовлювач                                | Закладено          | Спущено              | У строю             | Доля |
| -------------------------------- | ------------------------------------------- | ------------------ | -------------------- | ------------------- | --- |
| «Калатафімі» «Calatafimi»        | «Cantiere navale fratelli Orlando», Ліворно | 1 грудня 1920 року | 17 березня 1923 року | 29 травня 1924 року | Захоплений німцями 9 вересня 1943 року Перейменований на «ТА19» Потоплений підводним човном 9 серпня 1944 року      |
| «Кастельфідардо» «Castelfidardo» | «Cantiere navale fratelli Orlando», Ліворно | 20 липня 1920 року | 4 червня 1922 року   | 7 березня 1924 року | Захоплений німцями 9 вересня 1943 року Перейменований на «ТА16» Потоплений внаслідок авіанальоту 2 червня 1944 року |
| «Куртатоне» «Curtatone»          | «Cantiere navale fratelli Orlando», Ліворно | 3 січня 1920 року  | 17 вересня 1922 року | 21 червня 1923 року | Підірвався на міні та затонув 20 травня 1941 року                                                                   |
| «Монцамбано» «Monzambano»        | «Cantiere navale fratelli Orlando», Ліворно | 20 січня 1920 року | 6 серпня 1923 року   | 4 червня 1924 року  | Виключений зі складу флоту 15 квітня 1951 року і зданий на злам                                                     |

## Конструкція
Ескадрені міноносці типу «Куртатоне» порівняно з есмінцями типу «Палестро» мали ряд новацій. Вони були першими есмінцями в італійському флоті, все озброєння яких розміщувалось у діаметральній площині. Вперше у європейській практиці 102-мм гармати розміщувались у спарених установках.
Крім того, двотрубні торпедні апарати замінили на тритрубні.
З початком війни 76-мм гармати були демонтовані, замість них були встановлені 20-мм автомати «Breda 20/65 Mod. 1935».
У 1941-1942 роках на «Калатафімі» і «Монцамбано» кормова спарена 102-мм установка була замінена на одинарну. Тоді ж на «Калатафімі»  два 450-мм торпедні апарати бузи замінені на один калібру 533 мм.
До 1943 року кількість 20-мм автоматів на кораблях коливалось від 4 до 6.